# Guà
Il fiume Guà è un corso d'acqua del Veneto.

## Idronimo
Guà deriva da guado in quanto un tempo in località Molinetto di Montecchio Maggiore, nei pressi dell'attuale ponte sul Guà, il fiume si prestava ad essere guadato; altra ipotesi del nome deriva da le Gue ovvero diramazioni del fiumi che si verificavano nelle esondazioni.

## Corso del fiume
Nasce dalla confluenza dei torrenti Agno e Restena presso Tezze di Arzignano. Scorre nelle campagne a ovest dei Colli Berici, bagnando, tra l'altro, Montecchio Maggiore, Montorso Vicentino, Zermeghedo, Montebello Vicentino, Sarego e Lonigo. Dopo Bagnolo di Lonigo entra nella provincia di Verona e lambisce Zimella, Cologna Veneta, Pressana e Roveredo di Guà. Passa quindi per la provincia di Padova e, in corrispondenza di Borgo Frassine di Montagnana, le sue acque vengono incanalate nel fiume Frassine, di origine artificiale.
Riceve le acque del torrente Poscola in territorio di Montecchio Maggiore.

Fino al XVI secolo le acque del Chiampo confluivano nel Guà

### Dalla sorgente alla foce
Il Guà nasce dall'Agno, ma prima di sfociare nel canale Gorzone, cambia nome parecchie volte:

| Numero | Nome corso d'acqua    | Nasce a                     | Sfocia nel                                               | Lunghezza |
| ------ | --------------------- | --------------------------- | -------------------------------------------------------- | --------- |
| 1      | Agno                  | Recoaro Terme               | Guà a Tezze di Arzignano                                 | 28,79 km  |
| 2      | Guà                   | Tezze (Arzignano)           | Frassine presso Borgo Frassine a Montagnana              | 37,87 km  |
| 3      | Frassine              | Borgo Frassine a Montagnana | Brancaglia ad Este                                       | 13,42 km  |
| 4      | canale Brancaglia     | Brancaglia ad Este          | Pra ad Este                                              | 4,78 km   |
| 5      | canale Santa Caterina | Pra ad Este                 | canale Gorzone a Vescovana e dopo 47 km nel fiume Brenta | 20,14 km  |

## Bacini di espansione

### Bacino di espansione a le rote del Guà
Al confine tra Trissino e Tezze di Arzignano esiste un bacino di espansione che presenta delle briglie trasversali per ridurre il trasporto di ghiaia a valle. Questa zona viene denominata le rote del Guà.
È previsto un progetto per la trasformazione di questo bacino in un bacino di espansione che possa accogliere fino a 3,9 milioni di metri cubi
.

### Bacino di espansione di Montebello Vicentino
A Montebello Vicentino, tra il fiume Guà e il torrente Chiampo, esiste un bacino di espansione.
Il progetto di costruzione dell'ing. Luigi Miliani è stato presentato il giorno 11 agosto 1926 per porre fine ai danni dei territori a valle e fu usato per la prima volta il 26 marzo 1928
.
Nel 1981 l'argine a sud del bacino sopra cui scorre la Statale 11 è stato rinforzato con un muro in cemento armato molto profondo e spesso così da rinforzare lo sbarramento e ripulito, recuperando la capacità di invaso originaria .
A giovamento dell'est veronese,
 in seguito all'Alluvione del Veneto del 2010 che ha interessato anche il torrente Alpone (il Chiampo sfocia nell'Alpone), è in discussione l'ampliamento del bacino .
Il Rio Acquetta scorre all'interno del bacino e su di esso confluiscano le acque in uscita del bacino stesso.